# Lyonheart Cars
Lyonheart Cars Ltd. war ein Unternehmen der Automobilindustrie mit Sitz in London, England, Vereinigtes Königreich. Die Fahrzeuge wurden in Coventry, Metropolitan County, West Midlands, England, Vereinigtes Königreich hergestellt.

## Geschichte
Lyonheart Cars Ltd. wurde am 25. Oktober 2011 gegründet und im Februar 2012 stellte Designer Robert Palm das von ihm designte Automobil „Lyonheart K“ vor. Am 7. Februar 2017 löste sich das Unternehmen auf.

## Konzernstruktur
Das Unternehmen gehörte zur Classic Factory SA mit Sitz in Morges, Kanton Waadt, Schweiz. 2021 wurden alle Rechte an der Marke von der neuen Gesellschaft Lyonheart Cars AG mit Sitz in Eich, Kanton Luzern, Schweiz, erworben.

## Produkte
Der Lyonheart K ist eine Neuinterpretation des zwischen 1961 und 1974 produzierten „Jaguar E-Type“, die Mittelkonsole erinnert an den Bugatti Veyron 16.4. Ursprünglich war eine Kleinserie von 50 produzierten Automobilen geplant – aufgrund zahlreicher Kundenanfragen wurde die Produktion auf 250 Exemplare vergrößert. Zusätzlich zum Kombicoupé war nun auch die Produktion eines Cabriolets vorgesehen. In Deutschland kostet das Coupé € 360.000,-- und die Cabrioletausführung € 375.000,-- (jeweils ohne Steuern). Der Motor wurde von Cosworth Ltd. aus Northampton überholt. Aufgrund der plötzlichen Herstellereinstellung des Jaguar XK konnte die Produktion nie aufgenommen werden. Eine neue Version auf Basis des Jaguar F-Type konnte leider nicht das Licht der Welt erblicken.